# Titan (lune)
Vous lisez un « article de qualité » labellisé en 2009.
Ne pas confondre avec Titania, le plus grand satellite d'Uranus.
Pour les articles homonymes, voir Titan.
Titan, aussi appelé Saturne VI, est le plus grand satellite naturel de Saturne. D'un diamètre 6 % plus grand que celui de Mercure, Titan est par la taille au deuxième rang des satellites du Système solaire, après Ganymède, le plus gros satellite de Jupiter. Il s’agit du seul satellite connu à posséder une atmosphère dense. Découvert par l’astronome néerlandais Christian Huygens en 1655, Titan est la première lune observée autour de Saturne.
Titan est principalement composé de roche et d’eau gelée. Son épaisse atmosphère a longtemps empêché l’observation de sa surface, jusqu’à l’arrivée de la mission Cassini-Huygens en 2004. Cette dernière a permis la découverte de lacs d’hydrocarbures liquides dans les régions polaires du satellite. Du point de vue géologique, la surface de Titan est jeune ; quelques montagnes ainsi que des cryovolcans éventuels y sont répertoriés, mais cette surface demeure relativement plate et lisse, présentant peu de cratères d’impact.
L’atmosphère de Titan est composée à 98,4 % de diazote et à 1,6 % de méthane et d’éthane. Le climat — qui comprend des vents et de la pluie de méthane — crée sur la surface des caractéristiques similaires à celles rencontrées sur Terre, telles que des dunes et des côtes. Comme la Terre, Titan présente des saisons. Par ses liquides (à la fois à la surface et sous la surface) et son épaisse atmosphère de diazote, Titan est perçu comme un analogue de la Terre primitive, mais à une température beaucoup plus basse. Le satellite est cité comme pouvant peut-être héberger de la vie extraterrestre microbienne ou, au moins, comme un milieu naturel prébiotique riche en chimie organique complexe. Certains chercheurs suggèrent ainsi qu’un océan souterrain pourrait probablement servir d’environnement favorable à la vie,.

## Caractéristiques physiques

### Dimensions

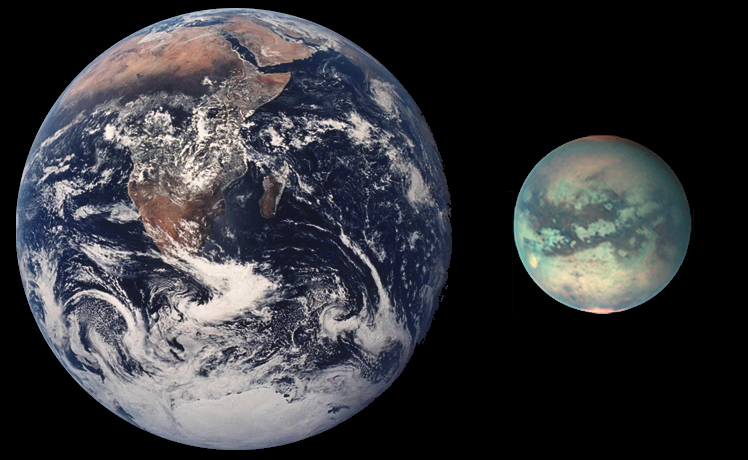
Titan, comparé à la Terre.

Titan orbite à une distance de 1 222 000 kilomètres de Saturne (soit 20,2 rayons saturniens). Il a un diamètre de 5 151 kilomètres ; en comparaison, la planète Mercure a un diamètre moyen volumétrique de 4 879 kilomètres, la Lune de 3 474 km, Mars de 6 779 kilomètres et la Terre de 12 742 kilomètres.
Avant l’arrivée de la sonde Voyager 1 en 1980, la communauté scientifique pensait Titan légèrement plus grand que Ganymède (qui fait 5 262 km de diamètre), ce qui aurait fait de lui la plus grande lune du Système solaire. Cette surestimation était induite par l’atmosphère dense et opaque de Titan, qui s’étend à plus de 100 kilomètres au-dessus de sa surface et augmente ainsi son diamètre apparent.
Titan est donc le deuxième plus grand satellite du Système solaire et le plus grand satellite de Saturne.

### Structure interne

Structure interne de Titan.

Le diamètre et la masse de Titan (et donc sa masse volumique) sont similaires à ceux des lunes galiléennes Ganymède et Callisto. Sur la base d’une masse volumique de 1,88 g cm−3, Titan serait composé à moitié de glace d’eau et à moitié de roches (silicates et fer). Ces composés plus lourds sont très peu présents en surface, où la glace est le composant principal de la croûte (par un phénomène de différenciation). Cette glace est majoritairement de la glace d’eau, mais elle est probablement mélangée avec de la glace d’ammoniac (NH3) ainsi qu’à des glaces d’hydrocarbures, principalement du méthane (CH4) et de l’éthane (C2H6).
Titan est très probablement différencié en plusieurs couches, son noyau rocheux de 3 400 km de diamètre étant alors entouré par plusieurs couches de différentes formes cristallines de glace. L’intérieur du satellite est peut-être toujours chaud, et il est possible qu’une couche liquide d’eau et d’ammoniac existe entre la croûte de glace Ih et les couches de glaces plus internes. L'existence d’un tel océan est suggérée par la sonde Cassini, qui a détecté des ondes radio à très basse fréquence dans l’atmosphère de Titan ; la surface du satellite serait un mauvais réflecteur de ce type d’ondes, lesquelles sont plutôt réfléchies par la transition liquide-glace d’un océan interne.
Les données collectées par Cassini entre octobre 2005 et mai 2007 montrent que des repères caractéristiques de la surface se sont déplacés jusqu’à 30 km pendant cette période. Ce déplacement suggère que la croûte est séparée de l’intérieur de la lune, ce qui constitue un indice supplémentaire quant à l’existence d’un océan interne.

### Atmosphère

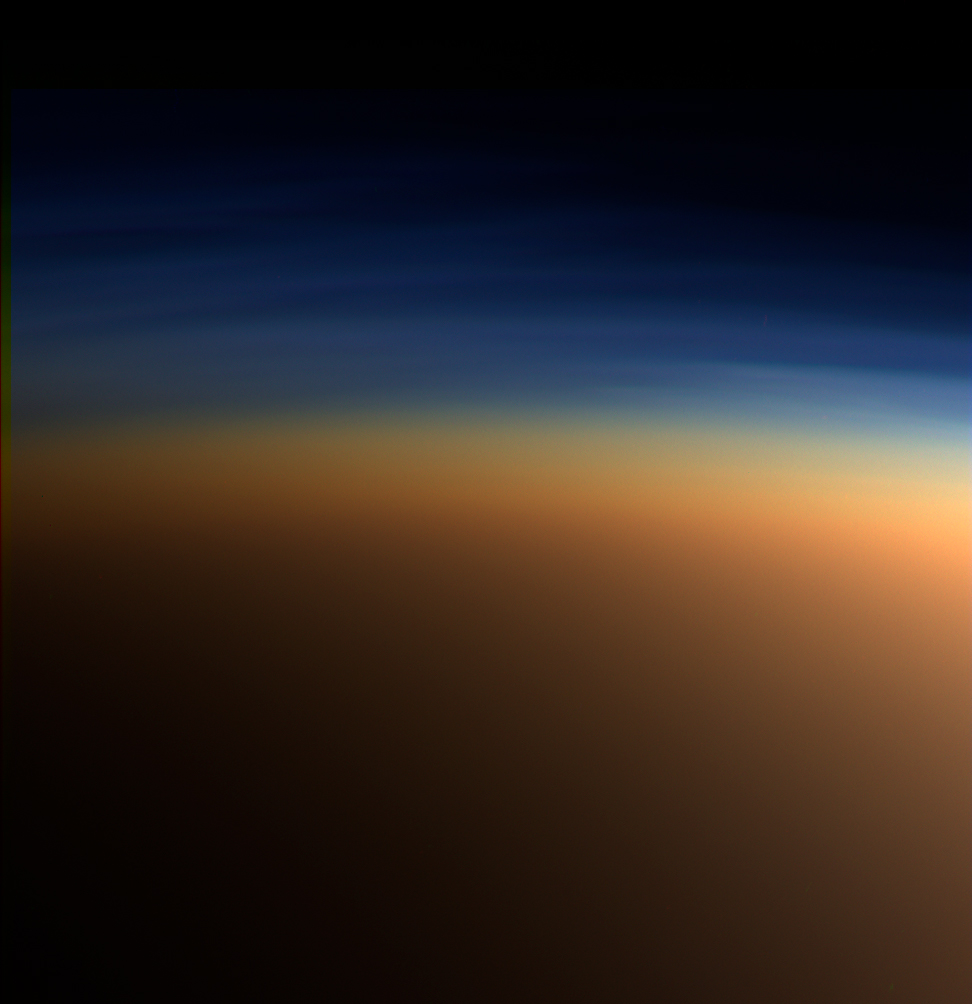
Photographie en vraies couleurs de couches de nuages de l’atmosphère de Titan.

#### Généralités
Titan est le seul satellite du système solaire possédant une atmosphère significativement développée ; les autres satellites n’ont au mieux que des traces de gaz. L'épaisseur de l’atmosphère de Titan serait comprise entre 200 km et 880 km (sur Terre, 99,999 % de la masse de l’atmosphère se situe en dessous de 100 km d’altitude). Elle est opaque sur de nombreuses longueurs d’onde et interdit l’obtention d’un spectre de réflectance complet de la surface depuis l’extérieur.
L’existence d’une atmosphère est découverte par Gerard Kuiper en 1944 par spectroscopie. Il estime que la pression partielle de méthane est de l’ordre de 0,1 bar. Plus tard, les observations des sondes Voyager montrent que la pression à la surface du satellite dépasse une fois et demie celle de la Terre (soit 1,5 bar). L’atmosphère comporte des couches opaques de brouillard qui bloquent la pénétration de la majorité de la lumière reçue du Soleil. Pour cette raison, la sonde Huygens a été incapable de détecter la position de celui-ci lors de sa descente et, bien qu’elle ait réussi à prendre des images de la surface, l’équipe de chercheurs responsables de la sonde décrit le processus comme « photographier un parking recouvert d’asphalte au crépuscule ».
La température moyenne de l’atmosphère au niveau du sol est de 94 K (−179 °C) ; elle atteint un minimum de 72 K (−201 °C) au niveau de la tropopause (à l'altitude de 40 km).

#### Composition
L’atmosphère de Titan est composée à 98,4 % de diazote — ce qui en fait la seule atmosphère dense riche en azote du Système solaire en dehors de la Terre —, le 1,6 % restant étant composé de méthane et de traces d’autres gaz comme des hydrocarbures (dont l’éthane, le diacétylène, le méthylacétylène, l’acétylène et le propane), du cyanoacétylène, du cyanure d'hydrogène, du dioxyde de carbone, du monoxyde de carbone, du cyanogène, de l’argon et de l’hélium.
Les chercheurs de la NASA pensent que les hydrocarbures forment la haute atmosphère. Ils proviennent de réactions de dissociation du méthane par la lumière ultraviolette du soleil, qui produisent un épais smog orangé. Titan n’a aucun champ magnétique et orbite parfois en dehors de la magnétosphère de Saturne, l’exposant directement au vent solaire. Il est possible que certaines molécules soient ionisées et emportées en dehors de la haute atmosphère. En novembre 2007, des scientifiques découvrent des anions lourds dans l’ionosphère de Titan et estiment que ceux-ci tombent vers les régions plus basses pour former la brume orange qui obscurcit la surface du satellite. Leur structure n’est pas connue, mais il pourrait s’agir de tholins formant les bases de molécules plus complexes, comme les hydrocarbures aromatiques polycycliques,,. Ces résidus atmosphériques pourraient avoir formé des couches plus ou moins épaisses et ainsi recouvrir certaines parties de la surface de Titan d’une sorte de bitume. Les traces d’écoulement observées par la mission Cassini-Huygens sont bien plus sombres que le matériau sur lequel elles serpentent. Il est probable qu’elles soient recouvertes de tholins apportés par les pluies d’hydrocarbures liquides qui lessivent les parties apparaissant plus claires.
En 2013, les chercheurs du Dapnia, un institut du CEA situé à Saclay, découvrent du propène dans l'atmosphère de Titan en analysant les mesures de la sonde Cassini.

#### Vents
La circulation atmosphérique suit la direction de la rotation de Titan, d’ouest en est. Les observations de l’atmosphère effectuées par Cassini en 2004 suggèrent que l’atmosphère tourne plus rapidement que la surface.

#### Ionosphère
L’ionosphère de Titan est plus complexe que celle de la Terre. La partie principale se situe à 1 200 km d’altitude, mais une couche additionnelle de particules chargées est présente à 63 km d’altitude. L’atmosphère de Titan est donc en quelque sorte séparée en deux chambres résonantes aux ondes radio distinctes. Titan émet des ondes à très basse fréquence dont l’origine n’est pas connue, car il ne semble pas y avoir d’activité orageuse intense.

### Surface

#### Généralités

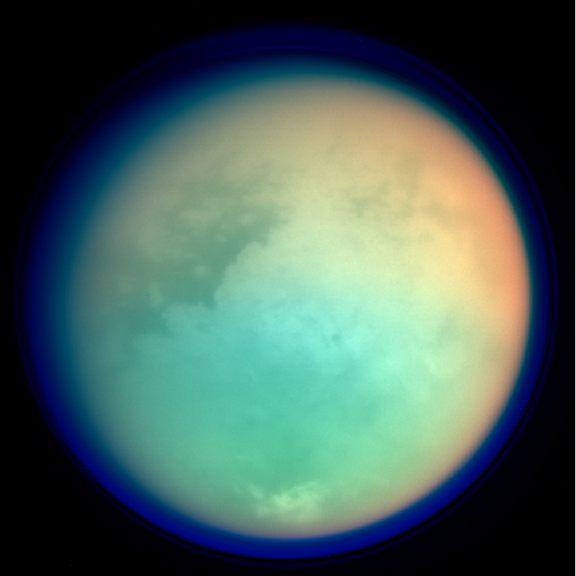
Photographie de Titan en fausses couleurs, montrant des détails de la surface et de l’atmosphère. Xanadu est la région brillante située dans le centre-droit.
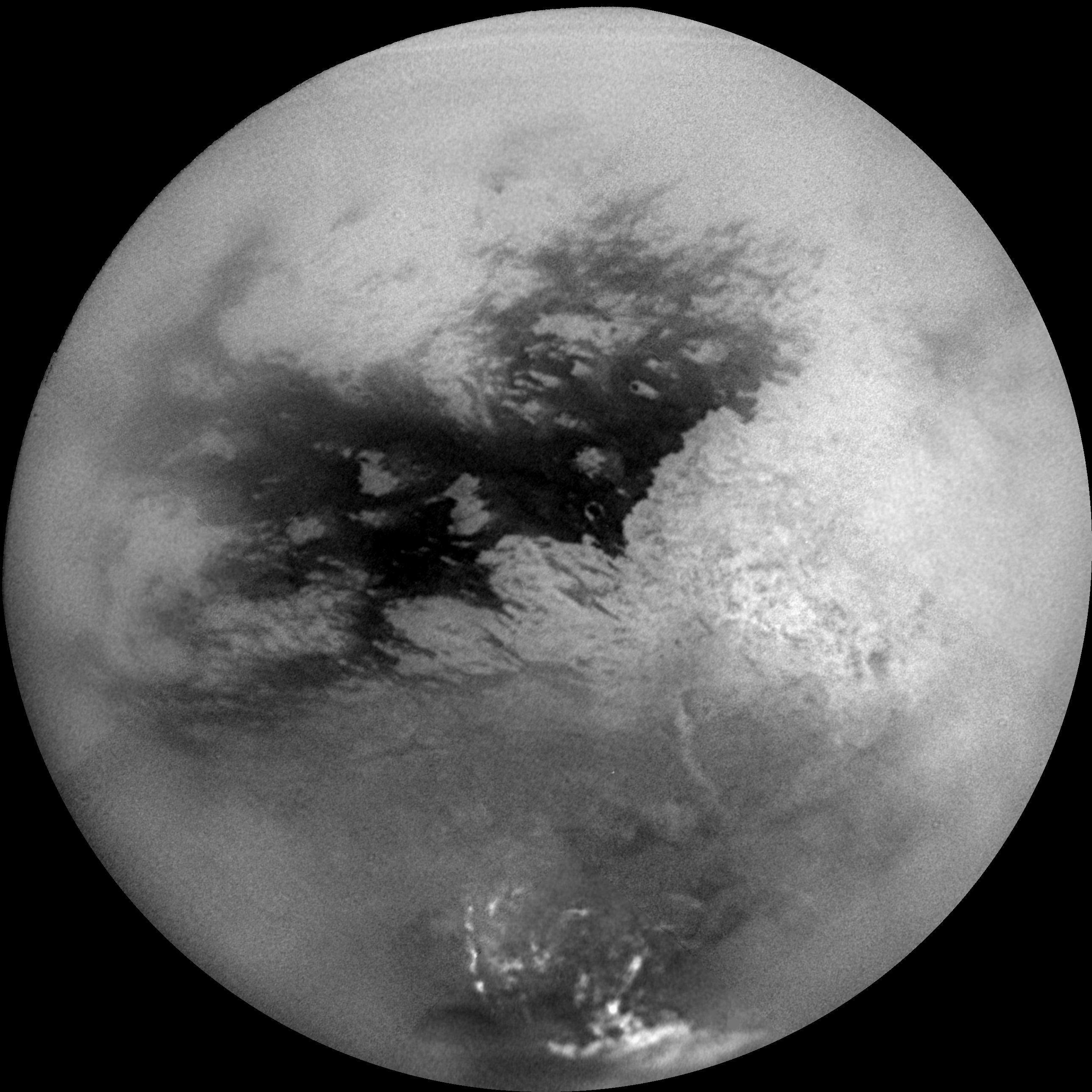
Vue de Titan par la mission Cassini, le 26 octobre 2004. Cette mosaïque de neuf images montre des variations d’éclat de la surface de Titan et des nuages lumineux près du pôle sud. La région la plus lumineuse du côté droit et la région équatoriale portent le nom de Xanadu, tandis que la plus sombre s'appelle Shangri-La. La surface semble jeune du fait de l'absence de cratère visible.
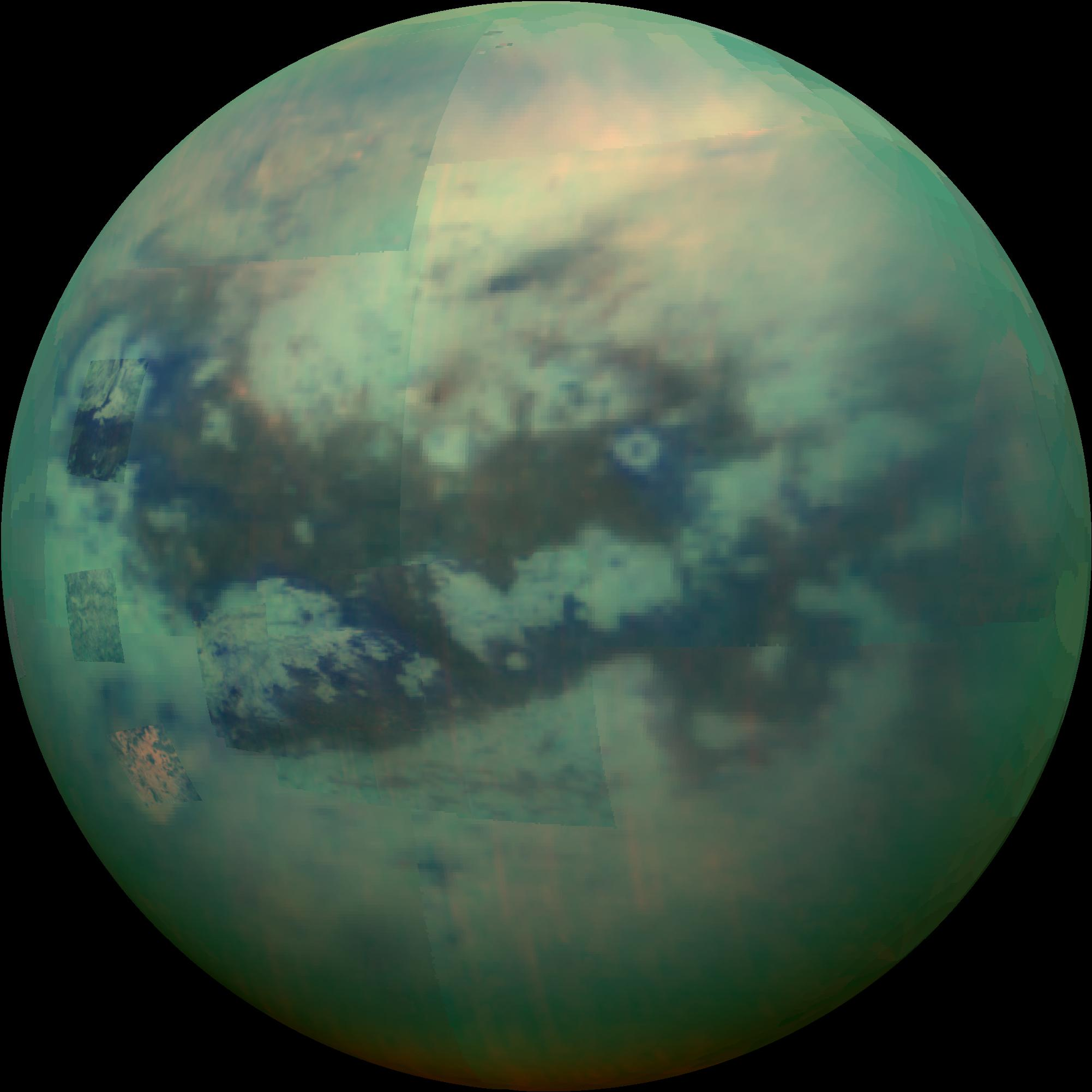
Image recomposée de Titan en infrarouge vu par la sonde Cassini en novembre 2015. Le bleu représente les longueurs d'onde centrées sur 1,3 µm, le vert sur 2,0 et le rouge sur 5,0.

La surface de Titan est décrite comme « complexe, produite par des fluides et géologiquement jeune ». La sonde Cassini utilise un altimètre radar et un radar à synthèse d’ouverture pour cartographier certaines zones de Titan pendant ses survols. Les premières images révèlent une géologie diversifiée, comportant des régions lisses et d’autres irrégulières. D’autres semblent d’origine volcanique, probablement liées à un dégorgement d’eau mélangée à de l’ammoniac. Certaines zones sont susceptibles d’avoir été créées par des particules poussées par le vent,. Globalement, la surface est relativement plate, les quelques zones ressemblant à des cratères d’impact semblent avoir été remplies, peut-être par des pluies d’hydrocarbures ou des volcans. L’altimétrie radar suggère que les variations d’altitude sont faibles, typiquement de l’ordre de 150 m. Néanmoins, certaines zones atteignent jusqu’à 500 m de dénivelé et Titan possède des montagnes, certaines hautes de plusieurs centaines de mètres, jusqu’à plus d’un kilomètre.

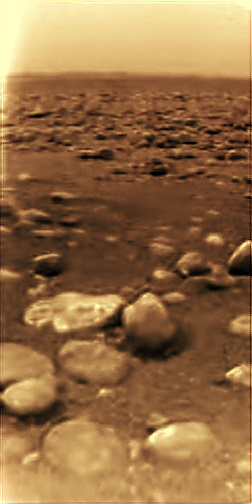
La surface de Titan photographiée par Huygens après son atterrissage.

La surface de Titan est marquée par de grandes régions de terrain clair ou foncé. Parmi celles-ci, Xanadu est une zone équatoriale réfléchissante d'une surface égale à celle de l’Australie. Elle est identifiée pour la première fois grâce à des images prises dans l’infrarouge par le télescope spatial Hubble en 1994, puis observée par la suite par la sonde Cassini. Cette région est couverte de collines et parcourue de vallées et de gouffres. Elle est traversée par endroits par des lignes sombres sinueuses ressemblant à des crêtes ou des crevasses. Celles-ci pourraient être d’origine tectonique et indiquer que Xanadu est une zone géologiquement jeune. Il pourrait également s’agir de canaux d’origine liquide, suggérant au contraire un terrain ancien érodé par des ruisseaux. Des zones sombres de taille similaire existent ailleurs sur la lune et sont observées depuis l’espace comme depuis le sol ; il pourrait s'agir de lacs de méthane et d’éthane, mais les observations récentes de Cassini semblent indiquer que ce n’est pas le cas.
En 2005, le module Huygens se pose sur Titan à l’est de la région nommée Adiri et photographie des collines pâles traversées de « rivières » sombres se dirigeant vers une plaine également sombre. Ces collines seraient composées de glace d’eau. Des composés organiques sombres, créés dans la haute atmosphère de Titan par le rayonnement ultraviolet du Soleil, pourraient pleuvoir sur ces montagnes. Ils seraient ensuite lessivés par la pluie de méthane et déposés sur les plaines.
Après s’être posé, Huygens photographie une plaine sombre couverte de petits rochers et de cailloux, tous composés de glace d’eau. Des signes d’érosion sont visibles à la base des rochers, indiquant une possible activité fluviale. La surface se révèle alors plus sombre que prévu et est composée d’un mélange d’eau et de glace d’hydrocarbures. Le « sol » visible dans les images prises par la sonde pourrait s’être formé par précipitation d’hydrocarbures. Il est possible que des régions de la surface de Titan soient recouvertes d’une couche de tholins, sans que ce point ait pu être encore confirmé.
Une cartographie complète de Titan avec une résolution inférieure au kilomètre a été publiée en 2019, basée sur les données de la sonde Cassini.

#### Liquides

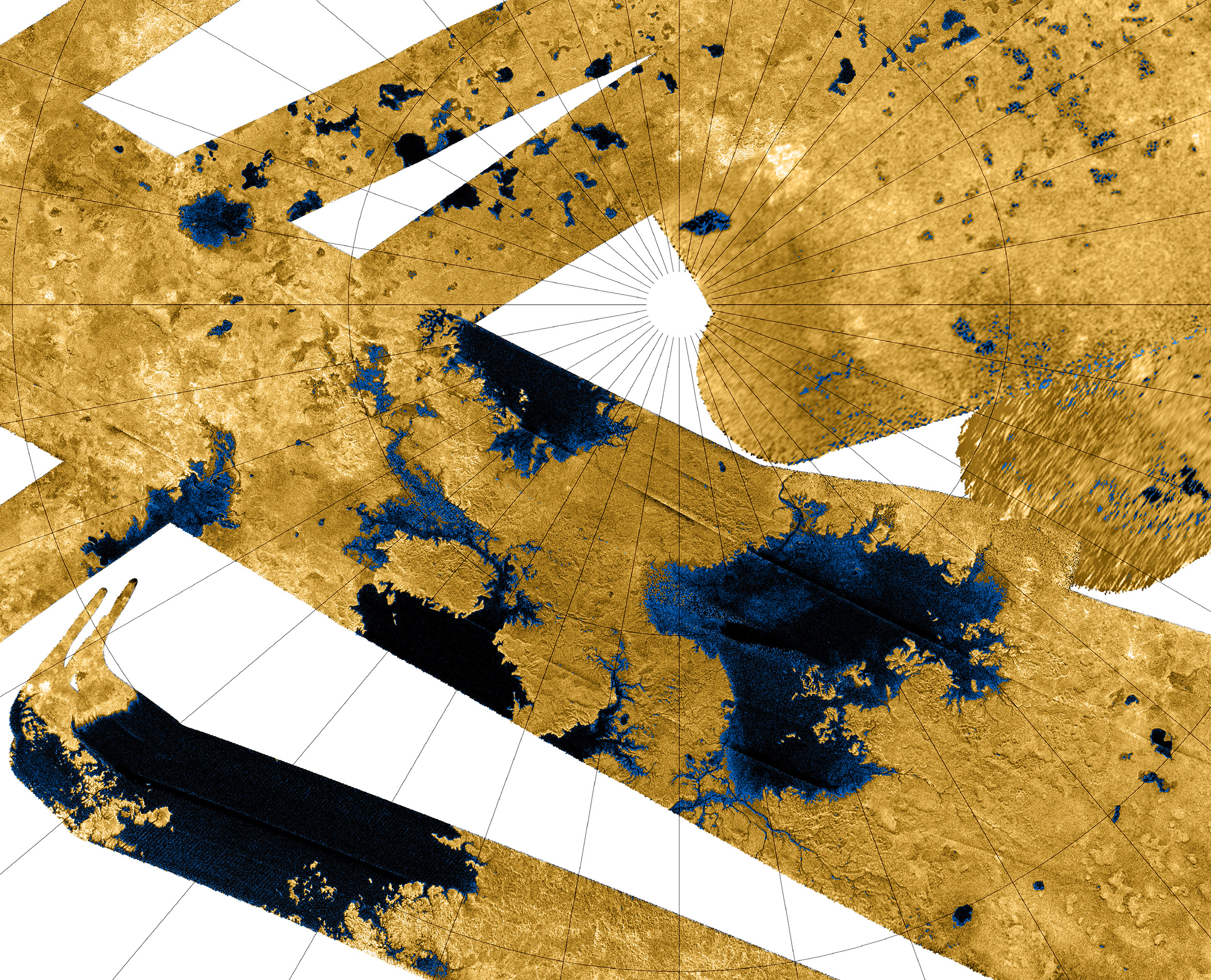
Mosaïque en fausses couleurs d’images radar prises par Cassini autour du pôle nord de Titan, mettant en évidence des mers, lacs et rivières d’hydrocarbures. Les zones affichées ici en bleu indiquent des régions de faible réflexivité radar, probablement des étendues d’éthane liquide, de méthane ou d’azote dissous. Il est possible que la mer située dans le coin inférieur gauche soit en fait deux fois plus grande qu’indiqué ici.

Les conditions de température et de pression à la surface de Titan permettent au méthane et à l’éthane d’exister sous forme liquide. Titan et la Terre sont les seuls objets du Système solaire à la surface desquels existent des étendues liquides. La présence de méthane liquide à la surface permettrait d’expliquer la grande quantité de méthane dans l’atmosphère. Cette hypothèse a été formulée lorsque les planétologues se sont rendu compte du phénomène de destruction du méthane atmosphérique, au cours des années 1970. L’hypothèse d’un océan planétaire d’hydrocarbures est même envisagée mais les premières observations de la surface de Titan en infrarouge et en ondes radio depuis la Terre réfutent cette possibilité. Les sondes Voyager montrent que l’atmosphère de Titan est compatible avec l’existence de liquides, mais une preuve directe n’est obtenue qu’en 1995, lorsque des données du télescope Hubble ainsi que d’autres observations ont suggéré l’existence sur Titan de méthane liquide sous forme soit de poches disjointes soit de lacs et de mers de la taille d’océans.
La mission Cassini ne confirme pas immédiatement cette dernière hypothèse. En effet, lorsque la sonde arrive dans le système de Saturne en 2004, les chercheurs de la NASA et de l’Agence spatiale européenne (ESA) espèrent que des lacs d’hydrocarbures seront détectables par la réflexion du Soleil à leur surface, mais aucune réflexion spéculaire n’est initialement observée. De nombreuses images prises par Cassini en 2004 et 2005 évoquent des côtes, mais celles-ci s’avèrent finalement n'être que des limites entre zones claires et zones sombres.
C’est en juin 2005, au pôle sud, que le premier lac potentiel est identifié sous l’aspect d’une zone très sombre, a posteriori nommée Ontario Lacus. Ce lac a probablement été créé par les précipitations des nuages qui se concentrent à cet endroit. À la suite du survol du 22 juillet 2006, Cassini prend les images des latitudes nord du satellite et met en évidence de grandes zones lisses (et donc sombres au radar) qui constellent la surface près du pôle. Sur la base de ces observations, l’existence de lacs remplis de méthane à la surface de Titan est alors confirmée en janvier,. L’équipe scientifique de Cassini–Huygens conclut que les régions imagées sont selon toute vraisemblance des lacs d’hydrocarbures, qui sont ainsi les premières étendues liquides stables découvertes en dehors de la Terre. Certaines se trouvent dans des dépressions topographiques et semblent posséder des canaux associés avec du liquide. Les petits lacs de méthane aux bords abrupts pourraient être des maars résultant de la vaporisation explosive d'azote liquide en sub-surface.
En mai 2013, l'altimètre radar de la sonde Cassini cartographie les chenaux de Vid Flumina, un réseau hydrographique relié à Ligeia Mare, une mer d'hydrocarbures (la seconde de Titan, par la taille). L'analyse des échos radar montre que Vid Flumina est formé de canyons profonds (jusqu'à ≈ 570  m) et escarpés. Le fond des canyons montre une réflexion spéculaire caractéristique des surfaces liquides, à la même altitude (à 70 cm près) que la surface de Ligeia Mare, ce qui indique un réseau ennoyé. Des affluents d'altitude supérieure montrent également une réflexion spéculaire, ce qui en fait un réseau d'écoulement du méthane liquide vers le réseau ennoyé et Ligeia Mare. Titan est, avec la Terre, le seul objet du Système solaire qui soit sujet à de l'érosion active par des écoulements de liquide,.

#### Cratères

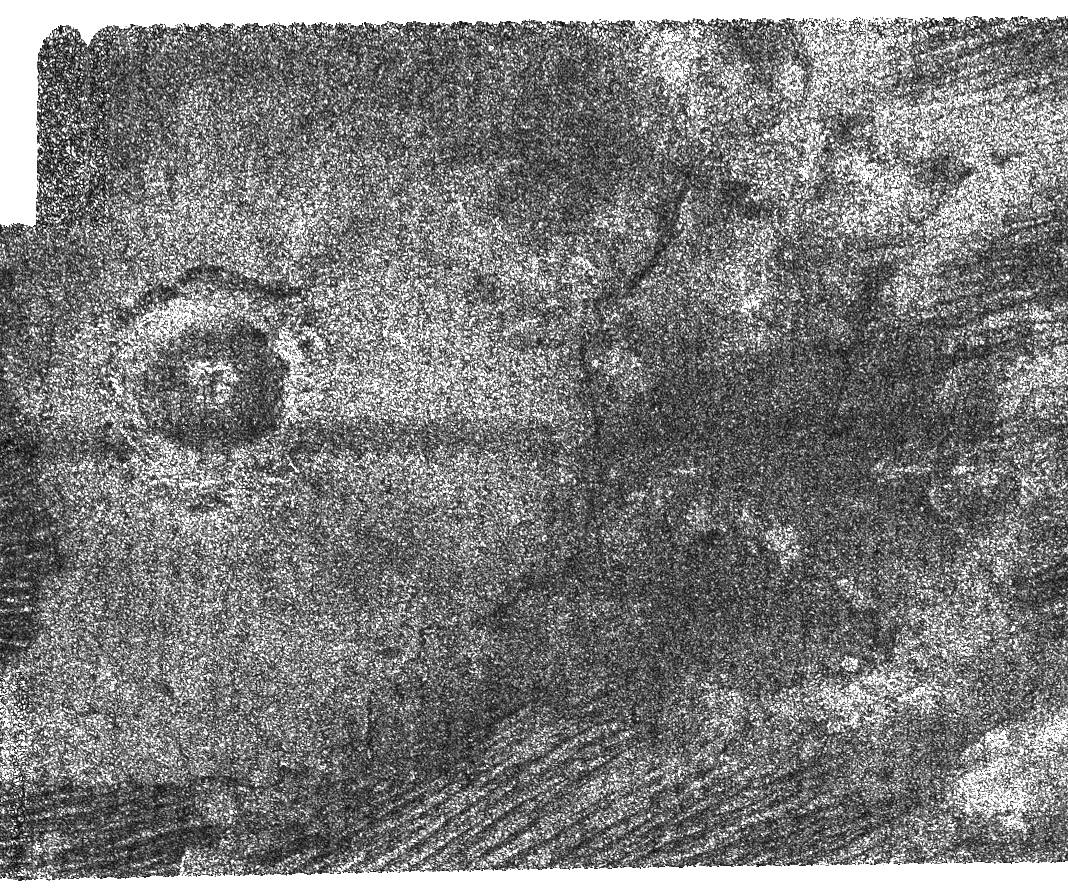
Ksa est l'un des cinq cratères d'impact formellement identifiés à la surface de Titan.

La sonde Cassini ne découvre que peu de cratères d’impact à la surface de Titan, ce qui suggère une surface jeune. Parmi les cratères découverts, les plus notables sont Menrva, le plus grand avec un bassin de 440 km de diamètre à plusieurs anneaux ; Sinlap, un cratère à fond plat de 80 km de diamètre ; et Ksa, un cratère de 30 km de large possédant un pic central et un plancher sombre. Cassini met également en évidence des « cratériformes », des objets circulaires à la surface de Titan qui pourraient être liés à des impacts, mais qui ne possèdent pas certaines caractéristiques rendant leur identification certaine. Par exemple, un anneau de matériau clair de 90 km de diamètre nommé Guabonito pourrait être un cratère rempli de sédiments sombres. D’autres zones similaires sont observées dans les régions sombres nommées Shangri-la et Aaru. Des objets circulaires sont également observés par Cassini dans la région claire Xanadu lors du survol du 30 avril 2006.
Des modèles de trajectoires et d’angles d’impact réalisés avant la mission Cassini suggèrent que lors d’un impact avec la croûte d’eau glacée, une petite partie des éjectas aqueux reste à l’état liquide dans le cratère. Celle-ci pourrait demeurer à l’état liquide pendant plusieurs siècles, une durée suffisante pour la synthèse de molécules précurseurs à l’apparition de la vie. L’atmosphère de Titan pourrait également jouer un rôle de bouclier en divisant par deux le nombre d'impacts et donc de cratères à sa surface.

#### Cryovolcanisme et montagnes

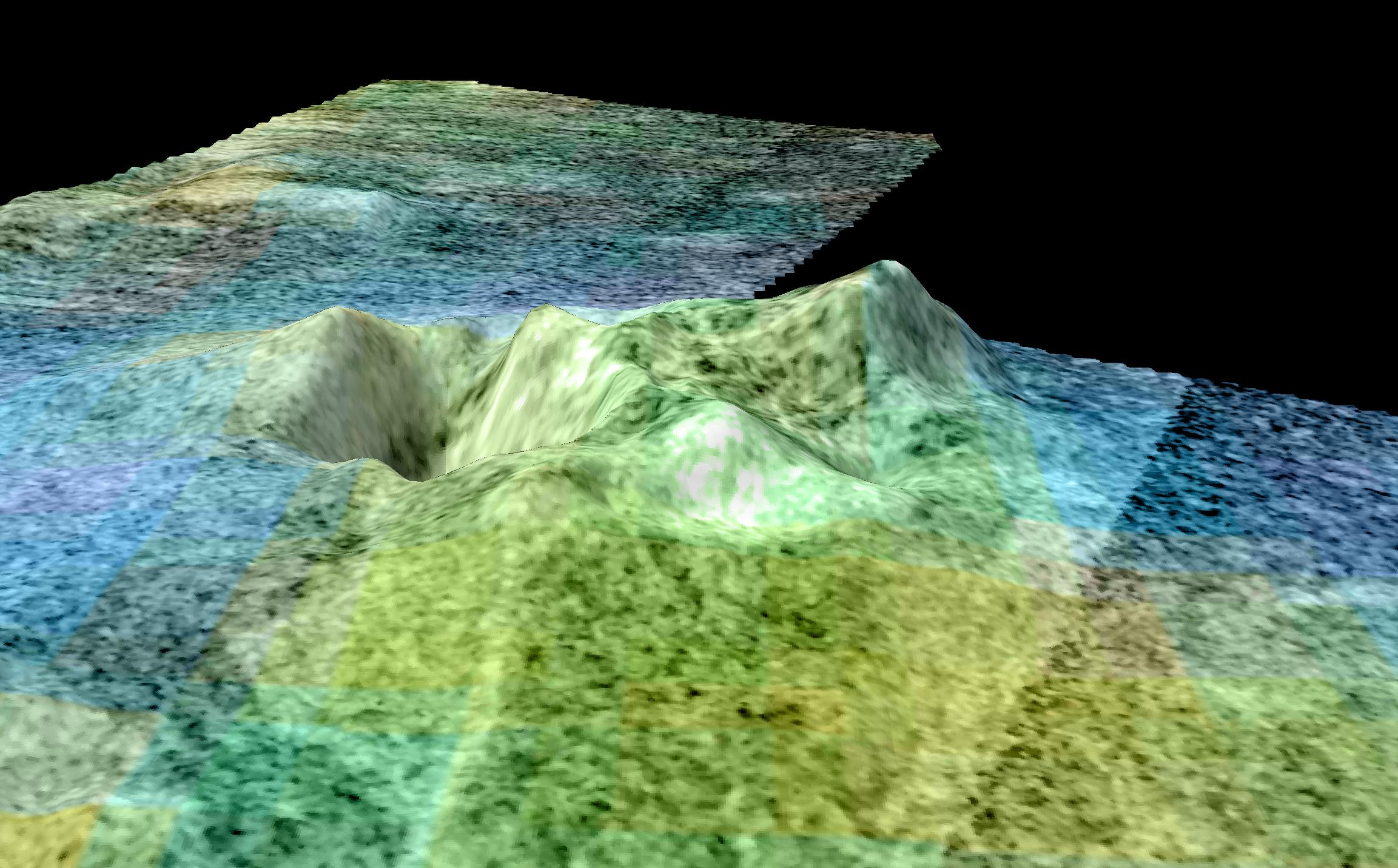
Doom Mons et Sotra Patera (Sotra Facula), montagne et potentiel cryovolcan sur Titan (en fausses couleurs et relief exagéré x10).

Titan est sujet au cryovolcanisme. De l’argon 40 détecté dans l’atmosphère indique que des volcans expulsent des panaches non pas de lave mais de liquides composés d’eau et d’ammoniac. Cassini ayant détecté des émissions de méthane provenant d’un cryovolcan, la communauté scientifique pense désormais que ce volcanisme est une source significative de la présence de méthane dans l’atmosphère,. L’un des premiers objets observés par Cassini, Ganesa Macula, ressemble à certains volcans de Vénus et est suspecté d’être d’origine cryovolcanique. La pression nécessaire pour alimenter les cryovolcans pourrait être générée par la couche de glace externe de Titan. La glace, surplombant une couche de sulfate d’ammonium liquide, pourrait flotter vers le haut et ce système instable pourrait produire des épanchements brutaux. Des grains de glace et de la cendre de sulfate d’ammonium feraient surface de cette façon.
Une chaîne de montagnes mesurant 150 km de long, 30 km de large et 1,5 km de haut est découverte par Cassini en 2006. Cette chaîne, située dans l’hémisphère sud, serait composée d’un matériau glacé recouvert d’une glace de méthane. Le mouvement des plaques tectoniques, peut-être influencé par un bassin d’impact proche, pourrait avoir ouvert une brèche à travers laquelle le matériau a fait surface.
Les montagnes de Titan sont nommées suivant les noms fictifs donnés par Tolkien dans son univers littéraire fantastique.

#### Dunes

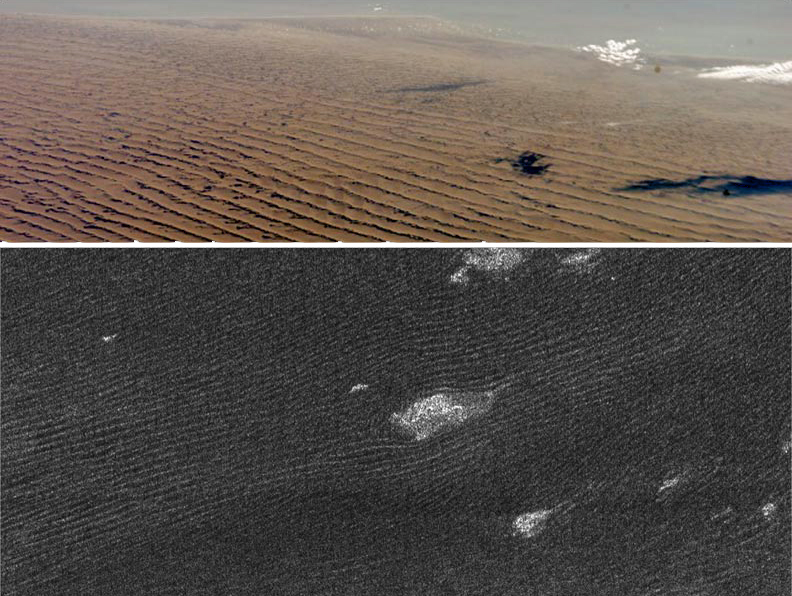
Dunes sur la Terre (en haut), comparées aux dunes à la surface de Titan (en bas).

Sur les premières images de la surface de Titan prises depuis la Terre au début des années 2000, de grandes régions sombres sont mises en évidence à cheval sur l’équateur. Avant l’arrivée de Cassini, les chercheurs pensaient que ces régions étaient des mers de matière organique, de bitume ou d'hydrocarbures liquides. Les images radar prises par Cassini révèlent que certaines de ces régions sont en réalité de grandes plaines recouvertes de dunes, certaines mesurant jusqu’à 330 mètres de hauteur. Des dunes de ce type seraient formées par des vents modérément variables qui soufflent dans une direction moyenne ou alternent entre deux directions distinctes. Dans le cas de Titan, des vents zonaux constants se combineraient avec des vents de marées variables. Ces derniers résultent des forces de marée de Saturne sur l’atmosphère de Titan, lesquelles sont 400 fois plus importantes que celles de la Lune sur la Terre et tendent à orienter le vent vers l’équateur. Ces motifs de vent conduisent les dunes à se former sur de longues lignes parallèles orientées d’ouest en est. Ces dunes se brisent autour des montagnes, où la direction du vent change. Selon Athena Coustenis de l’observatoire de Paris-Meudon, ces dunes seraient au contraire formées de poussières dont la densité est bien moindre que sur Terre, où les grains de sable sont formés de dioxyde de silicium. Des vents réguliers de faible puissance suffiraient donc à mettre les sables titaniens en mouvement[réf. nécessaire].
Le sable sur Titan pourrait s’être formé à la suite de l'écoulement du méthane liquide responsable de l’érosion du substrat de glace, peut-être sous la forme de crues. Il pourrait également provenir de solides organiques produits lors de réactions photochimiques dans l’atmosphère du satellite,,.

## Orbite

L’orbite de Titan (en rouge) parmi les autres lunes internes principales de Saturne.

Titan parcourt son orbite autour de Saturne en 15 jours et 22 heures. Comme la Lune et de nombreux autres satellites des géantes gazeuses, sa période orbitale est identique à sa période de rotation : Titan est donc en rotation synchrone avec Saturne. Son excentricité orbitale atteint 0,0288 et son inclinaison 0,348° par rapport à l’équateur de Saturne. Titan est situé à 1,2 million de kilomètres de Saturne (soit 20 rayons saturniens). Il est le vingtième satellite confirmé en partant du centre de la planète, le sixième des sept satellites de la planète suffisamment grands pour posséder une forme sphérique (seul Japet est plus externe).
Les orbites de Titan et d'Hypérion — un petit satellite irrégulier — sont en résonance 3:4 : Titan effectue quatre orbites autour de Saturne quand Hypérion en accomplit trois. Sur la base des modèles de formation du système saturnien, Hypérion se serait probablement formé dans cet îlot de stabilité orbitale, Titan ayant absorbé ou éjecté les objets situés en dehors.

## Climat

Un graphique détaillant la température, la pression, et les autres aspects du climat de Titan. La brume atmosphérique diminue la température dans la basse atmosphère, tandis que le méthane fait monter la température à la surface. Les cryovolcans produisent des éruptions de méthane dans l’atmosphère, méthane qui retombe ensuite sous forme de pluies sur la surface, pour former des lacs.

La température à la surface de Titan est d’environ 94 K (−179 °C). À cette température, la glace d’eau ne se sublime pas et l’atmosphère est presque entièrement dénuée de vapeur d'eau. Le brouillard de l’atmosphère contribue à un contre-effet de serre en réfléchissant la lumière du soleil : la surface de Titan est nettement plus froide que sa haute atmosphère. Les nuages de Titan, probablement composés de méthane, d’éthane et d'autres composés organiques simples, sont épars et variables et ponctuent l’ensemble du brouillard. Ce méthane atmosphérique crée quant à lui un effet de serre sans lequel la surface de Titan serait encore plus froide. Les données de la sonde Huygens indiquent qu’il pleut périodiquement du méthane liquide, ainsi que d’autres composés organiques, depuis l’atmosphère jusqu’à la surface de la lune. En octobre 2007, une augmentation de l’opacité apparente des nuages au-dessus de la région équatoriale de Xanadu est mesurée, suggérant une « bruine de méthane », bien qu’il n’y ait aucune preuve directe de pluies.
Les simulations de la configuration globale des vents, fondées sur les données de la vitesse des vents prises par Huygens durant sa descente, ont suggéré que l’atmosphère de Titan circule dans une énorme et unique cellule de Hadley. L’air chaud monte dans l’hémisphère sud de Titan (hémisphère qui était en « été » lors de la descente de Huygens) et descend dans l’hémisphère nord. Cela entraîne un débit d’air de haute altitude du sud vers le nord, et un flux d’air à basse altitude du nord au sud. Une telle cellule de Hadley n’est possible que sur un système qui tourne lentement, ce qui est le cas de Titan. La circulation du vent de pôle à pôle semble être centrée sur la stratosphère ; les simulations suggèrent qu’ils changent tous les douze ans, avec une période de transition de trois ans, au cours de l’année de Titan (équivalente à 30 années terrestres). Cette cellule crée une bande globale de basse pression, ce qui correspond à une variation de zone de convergence intertropicale terrestre (ZCIT). Contrairement à la Terre, cependant, où les océans limitent la ZCIT aux tropiques, sur Titan, la zone se déplace d’un pôle à l’autre, transportant avec elle des nuages chargés d’une pluie de méthane. Cela signifie que Titan, en dépit de ses températures glaciales, peut être considéré comme ayant un climat tropical.
Le nombre de lacs de méthane visibles près du pôle sud de Titan est nettement plus petit que le nombre observé à proximité du pôle nord. Quand le pôle Sud est en été et le nord en hiver, une hypothèse se dégage selon laquelle les pluies de méthane s’abattent sur les pôles en hiver et s’en évaporent en été.

### Nuages

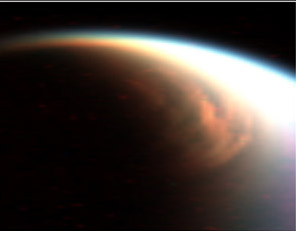
Image en fausses couleurs d’un nuage au-dessus du pôle nord de Titan.

Nuages de méthane, animation juillet 2014.

Film du vortex au pôle sud de Titan.

En septembre, Cassini a pris une image d'un gros nuage à une altitude de 40 km au-dessus du pôle nord de Titan. Bien que le méthane soit connu pour se condenser dans l’atmosphère de Titan, le nuage serait plus probablement composé d’éthane, car les particules détectées mesuraient seulement de 1 à 3 µm, et que l’éthane pouvait aussi congeler à ces altitudes. En décembre, Cassini a de nouveau observé la couverture nuageuse et détecté du méthane, de l’éthane et d’autres composés organiques. Le nuage mesurait plus de 2 400 km de diamètre, et était toujours visible au cours d’un survol suivant, un mois plus tard. Une hypothèse est qu’il pleut (ou, s’il fait suffisamment froid, qu’il neige) sur le pôle nord, les courants descendant à des latitudes septentrionales sont assez forts pour « souffler » les particules organiques sur la surface de la lune. Ce sont là les preuves les plus solides qui plaident pour la vieille hypothèse du cycle méthanologique (analogue au cycle hydrologique terrestre) sur Titan.
Les nuages ont également été trouvés dans le ciel titanien austral. Tout en couvrant généralement 1 % du disque de la lune, des explosions ont été observées dans la couverture nuageuse, qui s’étend alors rapidement à pas moins de 8 %. Une hypothèse conclut que les nuages se forment lors d’accroissement de la lumière du Soleil pendant l’été titanien, générant un soulèvement dans l’atmosphère, qui contribue à la convection. Cette explication est compliquée par le fait que la formation des nuages a été observée, non seulement après le solstice d’été, mais également à la mi-printemps. L’augmentation du taux d’«humidité de méthane» au pôle sud contribue éventuellement à l’augmentation rapide de la taille des nuages. La période estivale sur Titan dure environ quinze ans dans chaque hémisphère, lorsque l’orbite de Saturne, qui régit le mouvement de la lune, les fait alternativement pencher vers le Soleil. Lors du changement de saison, l’éthane commence à se condenser au-dessus du pôle passant dans sa période hivernale.
Les modèles de recherche, qui sont étayés par les observations, suggèrent que des nuages titaniens se groupent sur des zones privilégiées, et que la couverture nuageuse varie, selon sa distance à la surface, sur les différents paysages du satellite. Dans les régions polaires (supérieures à 60° de latitude), des nuages d’éthane répandus et durables apparaissent dans et au-dessus de la troposphère ; à des latitudes inférieures, ce sont principalement des nuages de méthane qui se trouvent entre 15 et 18 km d’altitude, et sont plus sporadiques et localisés. Dans l’hémisphère d’été, des nuages de méthane sont fréquents et épais mais sporadiques, et semblent se regrouper autour de 40° de latitude.
Les observations au sol révèlent aussi des variations saisonnières de la couverture nuageuse. Au cours de l’orbite de trente ans de Saturne, les systèmes nuageux de Titan semblent se manifester pendant vingt-cinq ans, puis se dissiper durant les quatre à cinq années suivantes, avant de réapparaître.

## Conditions prébiotiques et possible vie
La composition actuelle de l’atmosphère de Titan semble assez proche de l'hypothèse faite pour celle de l’atmosphère primitive de la Terre, c’est-à-dire avant que les premiers organismes vivants aient commencé à libérer de l’oxygène. La présence, au sein de l’atmosphère de Titan, de molécules organiques complexes identiques à celles qui pourraient être à l’origine de l’apparition de la vie sur Terre, fait de Titan un objet d’étude très intéressant pour les exobiologistes.
L’expérience de Miller-Urey et d’autres expériences ultérieures démontrent qu’il est possible de produire des molécules complexes et des polymères, comme les tholins, à partir d’une atmosphère similaire à celle de Titan soumise à un rayonnement ultraviolet. Les réactions débutent par la dissociation de l’azote et du méthane, formant du cyanure d’hydrogène et de l’acétylène. Des réactions ultérieures sont le sujet de nombreuses études.
Toutes ces expériences suggèrent qu’il existe suffisamment de matériau organique sur Titan pour amorcer une évolution chimique analogue à celle qui s’est produite sur Terre. Cette analogie suppose la présence d’eau liquide sur de plus longues périodes que ce qui est actuellement observé, mais plusieurs théories avancent que de l’eau liquide provenant d’un impact pourrait être préservée sous une couche isolante de glace. Des océans d’ammoniac liquide pourraient également exister sous la surface, ; un modèle suggère une couche d’eau et d’ammoniac située à 200 km de profondeur sous la croûte, des conditions qui « semblent extrêmes du point de vue terrestre, mais telles que la vie pourrait y survivre ». Les transferts de chaleur entre l’intérieur et les couches externes sont critiques dans le maintien d’une vie dans un tel océan.
La détection d’une vie microbienne sur Titan dépend de ses effets biogéniques : par exemple, une origine biologique du méthane et de l’azote de l’atmosphère peut être prise en compte. L’hydrogène est cité comme une molécule capable d'indiquer l’existence de vie sur Titan : si une forme de vie produisant du méthane consomme de l’hydrogène en volume suffisant, elle aura un effet mesurable sur leur concentration dans la troposphère.
Malgré ces possibilités, l’analogie avec la Terre est inexacte. À cette distance du Soleil, Titan est glaciale (un effet accru par l’anti-effet de serre de sa couverture nuageuse), et son atmosphère est dépourvue de dioxyde de carbone, qui est gelé dans le sol, mélangé à la glace d'eau. Par contre, le méthane peut faire un effet de serre, mais seulement sur les bandes spectrales du rayonnement thermique émis à ces températures très basses. Du fait de ces contraintes, le sujet de la vie sur Titan est sans doute mieux décrit comme une expérience permettant de tester les théories traitant des conditions nécessaires précédant le développement de la vie sur Terre. Même si la vie n’y existe pas, les conditions prébiotiques de l’environnement de Titan et la possible présence d’une chimie organique restent d’un grand intérêt dans la compréhension de l’histoire primitive de la biosphère terrestre.

## Historique

### Découverte

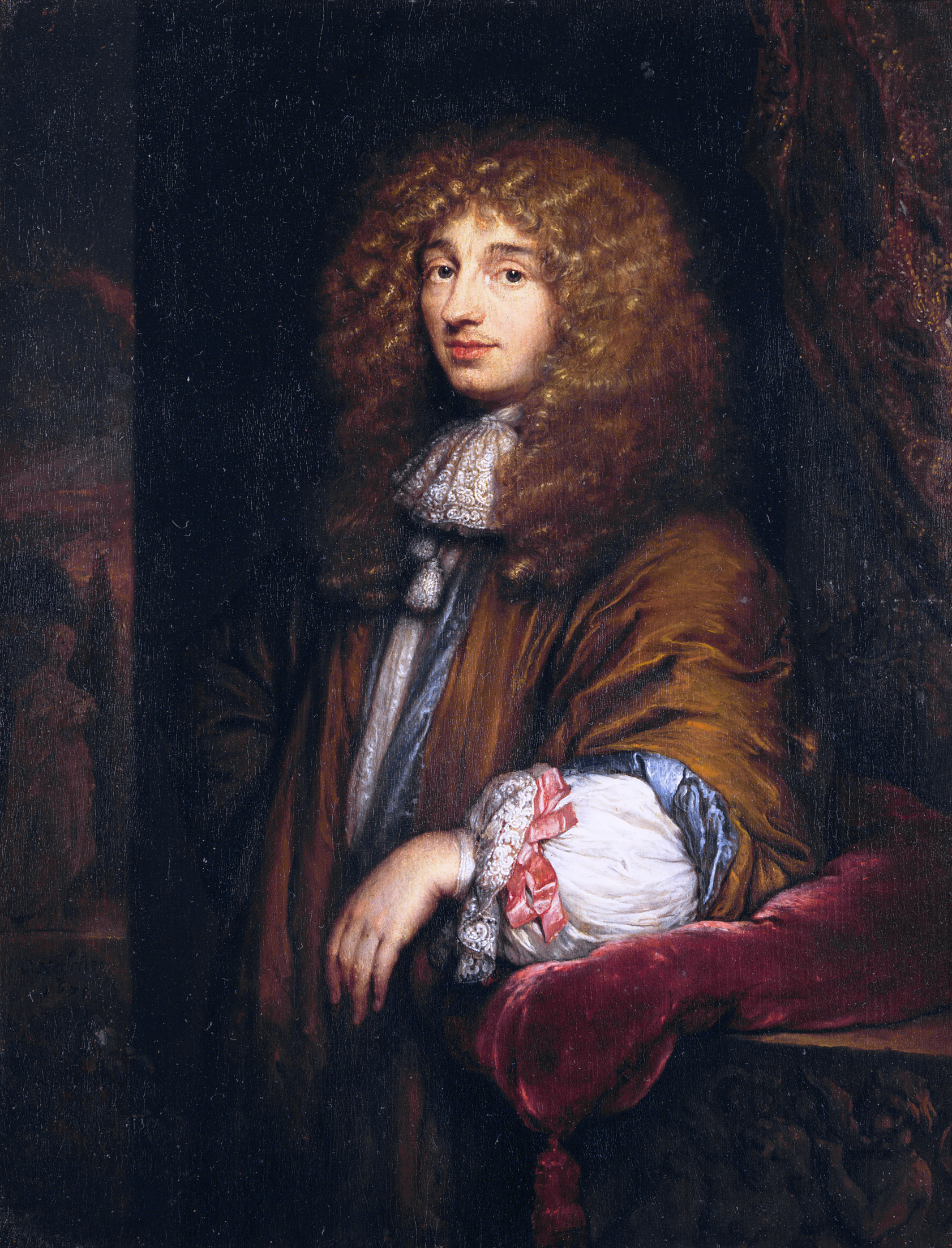
Christian Huygens, découvreur de Titan en 1655.

Titan est découvert le 25 mars 1655 par l’astronome néerlandais Christian Huygens, inspiré par la découverte des quatre satellites de Jupiter par Galilée en 1610 à l’aide d’un télescope. La chance a été de son côté car il l'a observé au moment où l'anneau était sur le point de se cacher. Mais il serait injuste d'attribuer à la chance tout le mérite de l'observation de Huygens. Lorsqu'il était adolescent, d'autres astronomes avaient déjà repéré ce point lumineux près de Saturne, mais l'avaient confondu avec une étoile. Huygens a suivi avec ténacité la trajectoire du point autour de la planète (il alla jusqu'à enregistrer 68 cycles pendant quatre ans) pour fixer sa période avec précision. Il contribue lui-même à certaines avancées dans le domaine des télescopes et découvre Titan alors qu’il cherche à étudier les anneaux de Saturne dont la nature n’est, à cette époque, pas encore connue. Il publie sa découverte la même année dans l’ouvrage De Saturni Luna Observatio Nova.

### Nom
Huygens nomme sa découverte simplement Saturni Luna (ou Luna Saturni), nom latin qui signifie « lune de Saturne ». Lorsque Jean-Dominique Cassini découvre quatre autres satellites de Saturne entre 1673 et 1686, les astronomes prennent l’habitude d’appeler les cinq corps de Saturne I à Saturne V, Titan recevant le plus souvent le numéro quatre. Titan est officiellement numéroté « Saturne IV » lorsque la numérotation est figée après 1789. Ce n’est qu’en 1847 que John Herschel, fils de William Herschel (découvreur de Mimas et Encelade en 1789), propose que les désignations numériques soient remplacées par les noms de Titans, frères et sœurs de Cronos (équivalent de Saturne dans la mythologie grecque).

### Observation
Titan n’est jamais visible à l’œil nu, mais peut être observé à l’aide de petits télescopes ou de bonnes jumelles. Son observation en amateur est difficile à cause de la proximité du globe de Saturne et du système annulaire. C’est pourquoi les observations du satellite sont peu nombreuses avant l’âge spatial. En 1907, l’astronome espagnol Josep Comas i Solá annonce qu’il a observé un assombrissement des bords du disque de Titan et deux zones blanches et rondes en son centre. En 1940, Gerard Kuiper déduit que Titan possède une atmosphère.

### Exploration
La première sonde à visiter Saturne est Pioneer 11 en 1979. Elle permet de déterminer que Titan était probablement trop froid pour héberger toute forme de vie. L’engin prend les premières photos de la lune, mais celles-ci sont de faible qualité. Le premier plan rapproché de Titan est pris le 2 septembre 1979.
Titan est ensuite approché par Voyager 1 en 1980 et Voyager 2 en 1981. La trajectoire de Voyager 1 est modifiée pour passer plus près de la lune, mais la sonde ne possède aucun instrument capable de voir à travers l’atmosphère du satellite, une caractéristique non envisagée lors de la réalisation de la sonde. Plusieurs années après, un traitement intensif des images prises par Voyager 1 à l’aide de son filtre orange suggère l’existence des régions claires et sombres désormais connues sous le nom de Xanadu et Shangri-la mais, à ce moment-là, elles ont déjà été observées dans l’infrarouge par le télescope spatial Hubble. Voyager 2 ne passe pas à proximité de Titan. L’équipe responsable de la sonde a la possibilité de la placer soit sur une trajectoire l’amenant près du satellite, soit dans la direction d’Uranus et Neptune. Du fait de l’expérience de Voyager 1, la deuxième option est choisie.

### Cassini–Huygens
Titan a été l’un des objectifs principaux de la mission Cassini-Huygens, la première à être spécialement consacrée à l’exploration de Saturne et de son environnement. La mission est composée de deux parties distinctes : l’orbiteur Cassini, développé par la NASA, et le module d’exploration Huygens, développé par l’ESA. Lancée en octobre 1997, elle a atteint le système saturnien le 1er juillet 2004.
Cassini, qui a étudié plusieurs satellites de Saturne, survole Titan et étudie l’astre au cours de passages rapprochés (fly-by), à l’aide principalement des instruments RADAR et VIMS. Le 26 octobre 2004, la sonde prend des photographies en haute résolution de la surface de la lune, à seulement 1 200 km de distance, permettant de discerner des zones claires et sombres invisibles depuis la Terre. Le 22 juillet 2006, Cassini commence le premier d’une série de plusieurs survols de Titan, tous à seulement 950 km du satellite. Des zones liquides sont supposément détectées près du pôle nord, après le seizième passage, sous la forme de plus de soixante-quinze lacs de méthane. En avril, des mesures de Cassini indiquent que Titan n’est pas complètement sphérique, mais de forme ovale car aplati aux pôles. Cette observation est compatible avec la présence d’un océan de méthane liquide sous sa surface. Mais une étude publiée en décembre propose au contraire l’existence d’un océan d’eau liquide avec une solution d’ammoniac, sous une couche de glace de quelques dizaines de kilomètres d’épaisseur.
Le module Huygens, destiné à l'étude de l'atmosphère de Titan, se pose sans encombre, le 14 janvier 2005, à la surface de la lune saturnienne. Titan est ainsi devenu le cinquième astre sur lequel l’homme a réussi à faire atterrir un engin spatial, après la Lune, Vénus, Mars et l’astéroïde Eros. Titan est aussi le premier corps du Système solaire lointain (au-delà de la ceinture d'astéroïdes) et le premier satellite d’une autre planète que la Terre sur lequel un objet terrestre se soit posé.
Huygens est entièrement consacré à l’étude de l’atmosphère et de la surface du satellite. Il fournit de nombreuses informations au cours de sa descente dans l’atmosphère et, une fois au sol, permet de découvrir que de nombreuses zones de la surface semblent avoir été formées par l’écoulement de liquides par le passé.

### Prochaine mission:Dragonfly

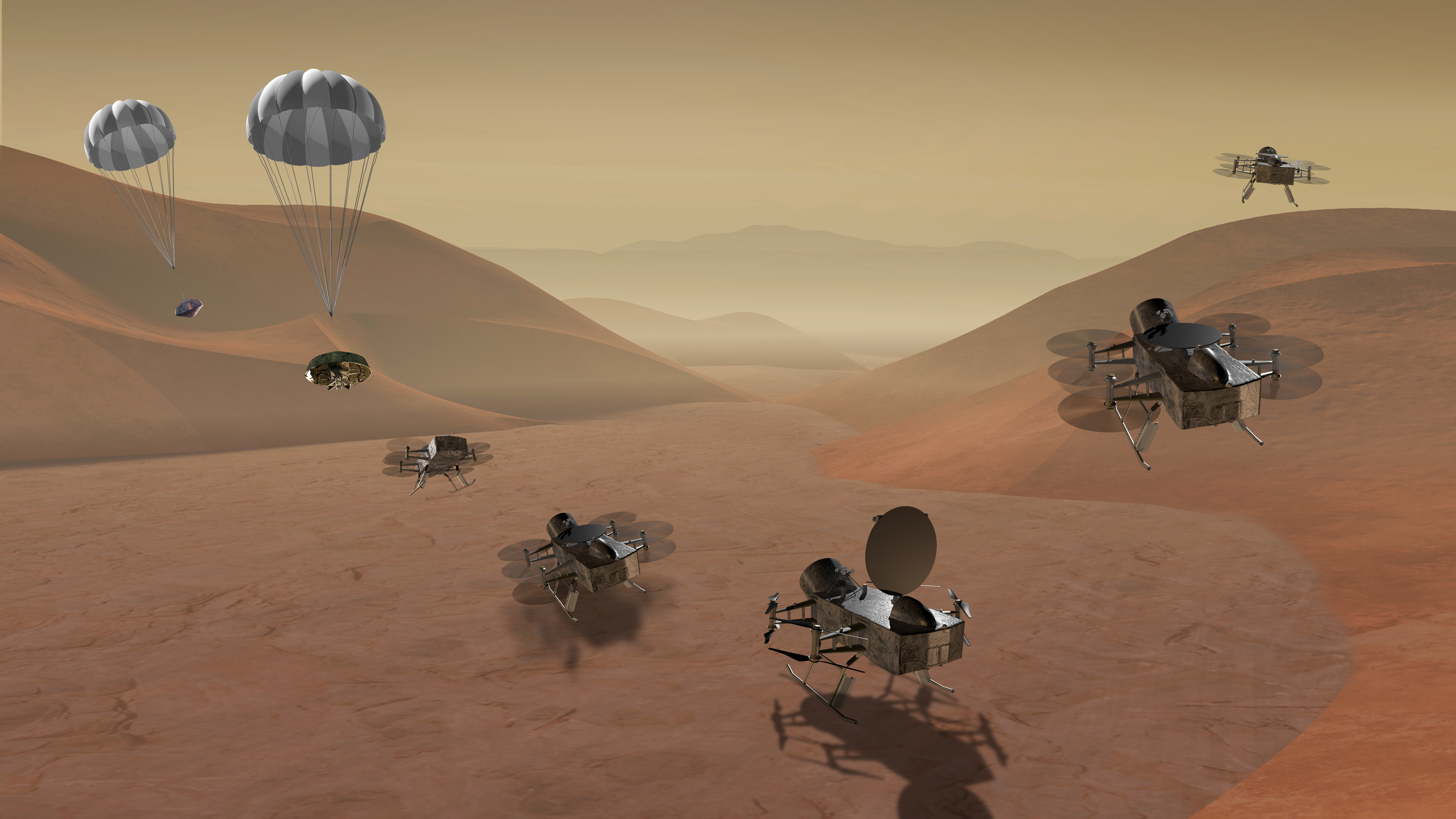
Schéma présentant le déroulement de la mission de Dragonfly.

La prochaine mission qui doit explorer Titan est Dragonfly, sonde dont le lancement est prévu en juillet 2028 pour une arrivée sur place en 2034. Dragonfly a été sélectionnée en tant que quatrième mission du programme New Frontiers : ce programme de l'agence spatiale américaine, la NASA, regroupe des missions d'exploration du Système solaire dont le coût est plafonné à un milliard de dollars. Dragonfly tire parti de la gravité de Titan, largement inférieure à celle de la Terre (13,8 %), et de son atmosphère quatre fois plus épaisse. Ces deux caractéristiques sont favorables à la mise en œuvre d'un engin volant. Dragonfly est ainsi un drone hélicoptère de 450 kg comportant quatre rotors d'un mètre de diamètre. Il est capable d'effectuer de courts vols en pilotage automatique d'environ huit kilomètres avant de se poser pour recharger ses batteries à l'aide d'un générateur thermoélectrique à radioisotope embarqué. Durant la phase de vol (à une vitesse 36 km/h et une altitude plafonnée à 4 km), le drone analyse la composition de l'atmosphère et établit le profil vertical de celle-ci. Lorsqu'il est au sol, il étudie la composition des matériaux organiques et des glaces de la surface en utilisant un spectromètre de masse et un spectromètre gamma à neutrons actifs. Le drone dispose également d'instruments pour étudier la météorologie et effectuer des études sismiques,.
La mission primaire de l'aérobot doit durer 2,7 années, au cours desquelles il devrait parcourir environ 175 kilomètres. Il doit atterrir dans le champ de dunes de Shangri-La et étudier notamment le cratère d'impact de Selk pour tenter d'identifier la présence passée d'eau sous forme liquide, d'éléments organiques et de l'énergie qui auraient pu permettre l'apparition de la vie. L'objectif scientifique principal est de mesurer la composition des matériaux dans différents terrains géologiques afin de déterminer comment la chimie prébiotique a évolué dans un environnement qui permet de disposer des éléments clés pour l'apparition de la vie : pyrimidines et acides aminés.

### Autres projets passés ou futurs
La NASA et l’ESA se sont regroupées pour élaborer en 2007 une mission à destination de Titan qui prendrait la suite de Cassini : la Titan Saturn System Mission (TSSM). Cette mission, beaucoup plus ambitieuse que Cassini-Huygens, devait comporter trois parties : un orbiteur, une montgolfière et une sonde au sol. Le départ était prévu pour 2020, avec une arrivée à destination vers 2030. Le projet a été abandonné en 2009.
La mission Titan Mare Explorer est proposée en 2011 dans le cadre du programme Discovery de la NASA. La sonde spatiale devait se poser à la surface de l'un des plus grands lacs de Titan, Ligeia Mare (superficie 100 000 km2) pour étudier ses caractéristiques et le cycle du méthane. La mission fait partie des trois finalistes, mais c'est finalement la mission InSight qui est retenue.
En 2015, dans le cadre du programme NIAC de la NASA, un projet de sous-marin est proposé pour explorer Kraken Mare.

## Titan dans la fiction
Dans l'univers Marvel, monde imaginaire dans lequel se passe l'action de la plupart des comics publiés par Marvel Comics, Titan est la base d'opérations d'une des branches des Éternels, une des ramifications de l'humanité. Établie tout d'abord sur Terre, certains de ses représentants sont partis pour Uranus à la suite d'une guerre civile divisant leur peuple. Après la quasi-annihilation de ses représentants par les Krees, les survivants sont partis sur la lune de Saturne pour y trouver refuge. Ses représentants les plus célèbres sont Kronos, considéré par les hommes comme le dieu du Temps, et Thanos, le plus puissant des Éternels de Titan.
Dans le film Oblivion de Joseph Kosinski avec Tom Cruise et Morgan Freeman, sorti en salles en 2013, la population terrienne se serait réfugiée sur Titan à la suite de l'invasion de la Terre par des êtres extraterrestres.
Dans le roman Les Joueurs de Titan de Phillip K. Dick, des extra-terrestres venus de Titan prennent le contrôle de la Terre pour y instaurer un modèle socio-économique fondé sur un jeu de hasard. Une partie du roman se déroule à la surface de la lune saturnienne, dont la description diffère de la réalité, le livre ayant été écrit bien avant l’étude du satellite par la mission Cassini-Huygens, alors que Titan était encore un monde très mystérieux dont les nuages n'avaient jamais pu être percés, et commençait à intéresser les astronomes et le grand public.
Dans le roman de science-fiction dure de l'auteur britannique Stephen Baxter Titan (titre original : Titan), une mission habitée voyage vers la lune énigmatique de Saturne, qui possède une atmosphère riche et des conditions favorables à la vie organique.
Dans la bande dessinée de science fiction Shangri-La de Mathieu Bablet, qui se déroule dans un futur éloigné, la société Tianzhu Enterprises terraforme la lune Titan et crée une nouvelle espèce d'être humain particulièrement résistante, adaptée et destinée à vivre sur le satellite.
Dans le roman de science-fiction Titan de John Varley, une expédition scientifique découvre un satellite artificiel en orbite autour de Saturne. 
Dans le roman Sister-ship, d'Élisabeth Filhol, publié en 2024, une expédition habitée est envoyée vers Titan pour y mettre à l'abri le patrimoine génétique d'un million d'espèces animales et végétales.